# La Bussière (Loiret)
La Bussière è un comune francese di 837 abitanti situato nel dipartimento del Loiret nella regione del Centro-Valle della Loira.

## Società

### Evoluzione demografica
Abitanti censiti